# Futbol'nyj Klub Dynamo Kyïv 2010-2011
Questa voce raccoglie le informazioni riguardanti il Futbol'nyj Klub Dynamo Kyïv, meglio conosciuta come Dinamo Kiev, nelle competizioni ufficiali della stagione 2010-2011.

## Stagione
La Dinamo Kiev, inizialmente allenata da Valerij Gazzaev, poi sostituito ad interim da Oleh Lužnyj e definitivamente da Jurij Sëmin, concluse la stagione col secondo posto in campionato. In coppa nazionale perse la finale contro lo Šachtar. In Champions League il cammino dei bianco-blu si concluse ai play-off contro gli olandesi dell'Ajax. In Europa League la Dinamo Kiev venne invece eliminata ai quarti di finale dai portoghesi del Braga in virtù della regola dei gol in trasferta.

## Maglie e sponsor
|  | Casa |  | Trasferta |

## Rosa

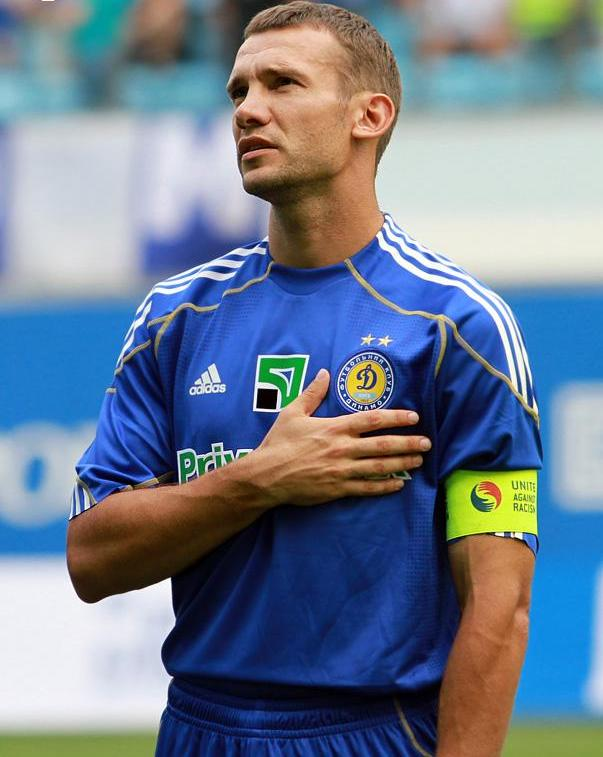
Andrij Ševčenko con la fascia di capitano della Dinamo Kiev

| N. |                      | Ruolo | Calciatore                 |
| -- | -------------------- | ----- | -------------------------- |
| 1  | Ucraina (bandiera)   | P     | Oleksandr Šovkovs'kyj      |
| 2  | Brasile (bandiera)   | D     | Danilo Silva               |
| 3  | Brasile (bandiera)   | D     | Betão                      |
| 4  | Romania (bandiera)   | C     | Tiberiu Ghioane            |
| 5  | Croazia (bandiera)   | C     | Ognjen Vukojević           |
| 6  | Macedonia (bandiera) | D     | Goran Popov                |
| 7  | Ucraina (bandiera)   | A     | Andrij Ševčenko (capitano) |
| 8  | Ucraina (bandiera)   | A     | Oleksandr Alijev           |
| 9  | Ucraina (bandiera)   | A     | Andrij Jarmolenko          |
| 10 | Ucraina (bandiera)   | A     | Arcëm Mileŭski             |
| 11 | Brasile (bandiera)   | A     | André Felipe               |
| 14 | Nigeria (bandiera)   | A     | Frank Temile               |
| 17 | Ucraina (bandiera)   | D     | Taras Mykhalyk             |
| 18 | Argentina (bandiera) | D     | Facundo Bertoglio          |
| 19 | Ucraina (bandiera)   | C     | Denys Harmash              |
| 20 | Ucraina (bandiera)   | C     | Oleh Husyev                |

| N. |                      | Ruolo | Calciatore            |
| -- | -------------------- | ----- | --------------------- |
| 21 | Brasile (bandiera)   | C     | Gérson Magrão         |
| 22 | Ucraina (bandiera)   | A     | Artem Kravets         |
| 23 | Finlandia (bandiera) | D     | Roman Erëmenko        |
| 26 | Ucraina (bandiera)   | D     | Andriy Nesmachniy     |
| 30 | Marocco (bandiera)   | D     | Badr El Kaddouri      |
| 31 | Ucraina (bandiera)   | P     | Stanyslav Bohush      |
| 34 | Ucraina (bandiera)   | C     | Jevhen Chačeridi      |
| 35 | Ucraina (bandiera)   | P     | Maksym Koval'         |
| 36 | Serbia (bandiera)    | C     | Miloš Ninković        |
| 37 | Nigeria (bandiera)   | C     | Ayila Yussuf          |
| 44 | Brasile (bandiera)   | D     | Leandro Almeida       |
| 45 | Ucraina (bandiera)   | C     | Vladyslav Kalytvyncev |
| 49 | Ucraina (bandiera)   | A     | Roman Zozulja         |
| 71 | Ucraina (bandiera)   | P     | Denys Bojko           |
| 74 | Ucraina (bandiera)   | P     | Artem Kyčak           |
| 77 | Brasile (bandiera)   | A     | Guilherme             |

## Risultati

### Coppa d'Ucraina
| Arbitro: | Jablonksyj (Ternopil') |

|  |           |                    |
|  | Marcatori | 90+3’ Ayila Yussuf |

| Arbitro: | Golovko (Dnipropetrovsk) |

|              |           |                                    |
| Plešakov 37’ | Marcatori | 45+1’ (aut.) Hololobov 69’ Zozulja |

| Arbitro: | Romanov (Dnipropetrovsk) |

|                                 |           |                                      |
| V. Ševčenko 44’ Loktionov 90+2’ | Marcatori | 49’, 60’ Mileŭski 54’ (aut.) Odyncov |

| Arbitro: | Bojko (Kiev) |

|                             |           |  |
| Jarmolenko 10’ Ševčenko 51’ | Marcatori |  |

| Arbitro: | Švecov (Odessa) |

|  |           |                            |
|  | Marcatori | 64’ Eduardo 87’ L. Adriano |

### Champions League

#### Preliminari
| Arbitro: | Collum |

|                                           |           |  |
| Jarmolenko 19’ Ševčenko 80’ Zozulja 90+2’ | Marcatori |  |

| Arbitro: | Çakır |

|               |           |                                    |
| Coulibaly 85’ | Marcatori | 32’ Harmaš 55’ Mileŭski 89’ Husjev |

#### Play-off
| Arbitro: | Busacca |

|            |           |                |
| Husjev 66’ | Marcatori | 57’ Vertonghen |

| Arbitro: | Undiano Mallenco |

|                            |           |                     |
| Suárez 43’ El Hamdaoui 75’ | Marcatori | 84’ (rig.) Ševčenko |

### Europa League

#### Fase a gironi
| Arbitro: | Strömbergsson |

|                           |           |                            |
| Mileŭski 34’ Erëmenko 44’ | Marcatori | 3’ Radyënaŭ 54’ Njachajčyk |

| Arbitro: | Jech |

|                             |           |  |
| Erochin 8’ Jymmy 37’ (rig.) | Marcatori |  |

| Arbitro: | McDonald |

|                |           |                            |
| Falkenburg 35’ | Marcatori | 16’ Mileŭski 40’ Chačeridi |

| Arbitro: | Berntsen |

|                   |           |  |
| Mileŭski 47’, 61’ | Marcatori |  |

| Arbitro: | Muñiz Fernández |

|                |           |                                                             |
| Njachajčyk 35’ | Marcatori | 16’ Vukojević 43’ Jarmolenko 50’ (rig.) Husjev 68’ Mileŭski |

| Kiev 15 dicembre 2010, ore 19:00 CET Gruppo E – 6ª giornata | Dinamo Kiev | 0 – 0 referto | Sheriff Tiraspol | Stadio Dynamo Lobanovs'kyj (10 800 spett.)\| Arbitro: \| Kircher \| |
| Arbitro:                                                    | Kircher     |               |                  |                                                                     |

#### Fase a eliminazione diretta
| Arbitro: | Pedro Proença |

|              |           |                                                         |
| Quaresma 37’ | Marcatori | 26’ Vukojević 50’ Ševčenko 56’ Yussuf 90’ (rig.) Husjev |

| Arbitro: | Chapron |

|                                                     |           |  |
| Vukojević 3’ Jarmolenko 55’ Husjev 64’ Ševčenko 74’ | Marcatori |  |

| Arbitro: | Meyer |

|                         |           |  |
| Ševčenko 25’ Husjev 76’ | Marcatori |  |

| Arbitro: | Çakır |

|             |           |  |
| Kolarov 39’ | Marcatori |  |

| Arbitro: | Kuipers |

|                |           |                   |
| Jarmolenko 25’ | Marcatori | 13’ (aut.) Husjev |

| Braga 14 aprile 2011, ore 21:05 CEST Quarti di finale – Ritorno | Braga    | 0 – 0 referto | Dinamo Kiev | Stadio comunale di Braga (18 000 spett.)\| Arbitro: \| Eriksson \| |
| Arbitro:                                                        | Eriksson |               |             |                                                                    |

## Statistiche

### Statistiche di squadra
| Competizione     | Punti | Totale | Totale | Totale | Totale | Totale | Totale | DR  |
| Competizione     | Punti | G      | V      | N      | P      | Gf     | Gs     | DR  |
| ---------------- | ----- | ------ | ------ | ------ | ------ | ------ | ------ | --- |
| Prem"jer-lіha    | 65    | 30     | 20     | 5      | 5      | 60     | 24     | +36 |
| Coppa d'Ucraina  | -     | 5      | 4      | 0      | 1      | 8      | 5      | +3  |
| Champions League | -     | 4      | 2      | 1      | 1      | 8      | 4      | +4  |
| Europa League    | 11    | 12     | 6      | 4      | 2      | 21     | 9      | +12 |
| Totale           | 76    | 51     | 32     | 10     | 9      | 97     | 42     | +55 |